# Celerena andamana
Celerena andamana là một loài bướm đêm trong họ Geometridae.